# Камков, Фёдор Васильевич
Фёдор Васи́льевич Камко́в (25 февраля 1898 — 18 июля 1951) — советский военачальник, генерал-лейтенант (1942).

## Биография
Родился в Санкт-Петербурге.

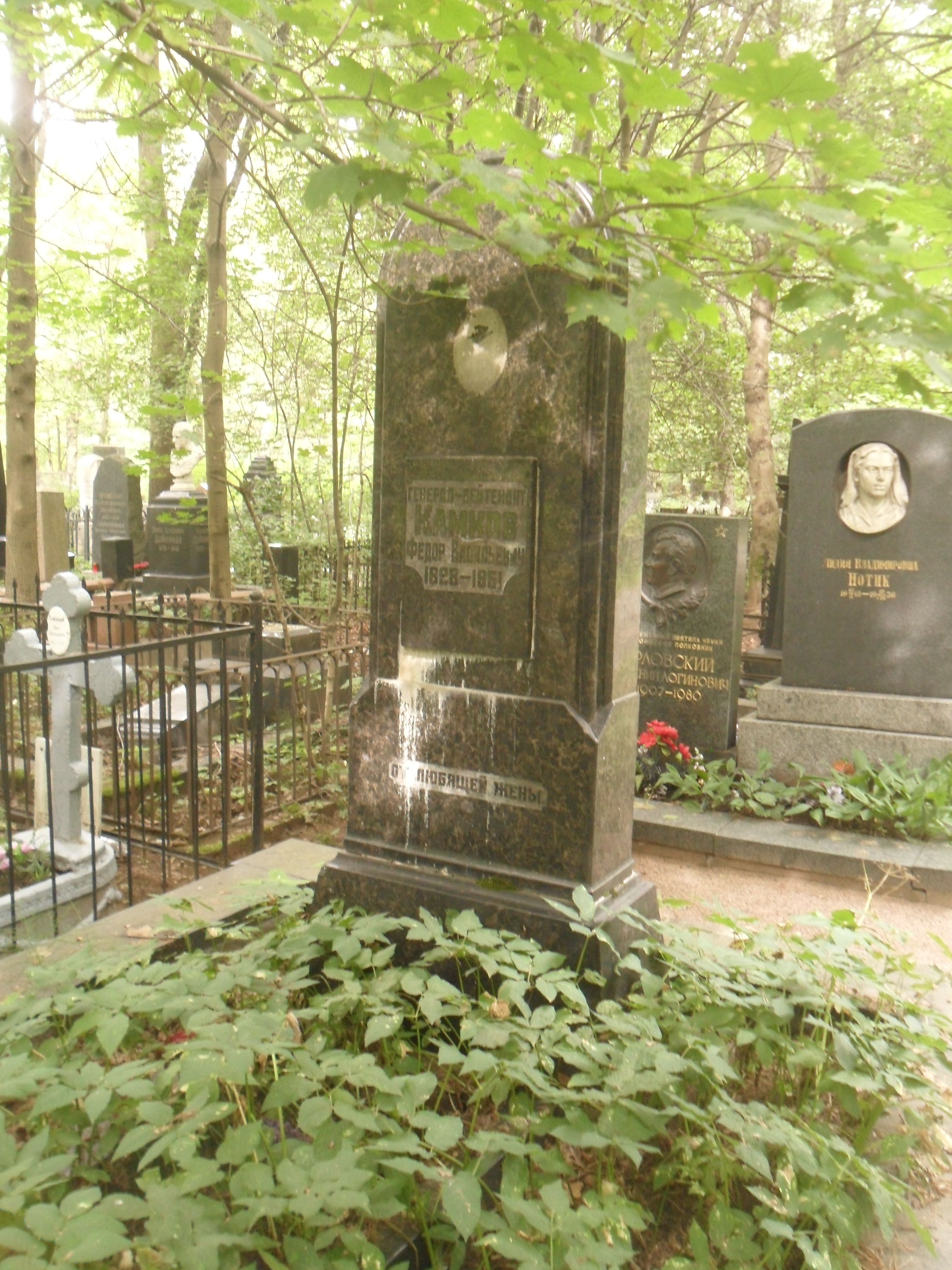
Могила Камкова на Богословском кладбище Санкт-Петербурга.

В Русской императорской армии с 1916 года, рядовой. Участник Первой мировой войны на Юго-Западном фронте в кавалерии.
В Красной Армии с 1918 года. В 1920 году окончил 1-е Петроградские кавалерийские курсы. В годы Гражданской войны Ф. В. Камков в составе 14-й кавалерийской дивизии 1-й Конной армии воевал против войск Юденича, Врангеля, боролся с повстанцами на Украине, участвовал в сражениях советско-польской войны — помощник командира и командир кавалерийского эскадрона, помощник командира 79-го кавалерийского полка 14-й кавалерийской дивизии.
В межвоенный период Ф. В. Камков продолжал служить в 14-й кавалерийской дивизии в Московском военном округе, командир 58-го кавалерийского полка, помощник командира по строевой части 57-го кавалерийского полка, помощник командира этого же полка по хозяйственной части. Окончил Высшую кавалерийскую школу в Ленинграде (1924 год). С июля 1931 года — командир и комиссар 34-го кавалерийского полка 6-й кавалерийской дивизии в Белорусском военном округе. В 1934 году окончил кавалерийские курсы усовершенствования командного состава. С июля 1937 года — командир 7-й кавалерийской дивизии в составе 3-го кавалерийского корпуса этого же округа. 17 февраля 1938 года Ф. В. Камкову было присвоено звание «комбриг». Командовал действиями 7-й кавалерийской дивизии в ходе польского похода РККА и советско-финской войны. 4 июня 1940 года, после установления в РККА генеральских званий, Ф. В. Камкову присвоено звание «генерал-майор». С июня 1940 года — командир 29-й моторизованной дивизии, с июля — командир 2-го кавалерийского корпуса в Киевском особом военном округе, с 14 марта 1941 года — командир 5-го кавалерийского корпуса этого же округа.
С начала Великой Отечественной войны корпус под командованием Ф. В. Камкова в составе 6-й армии Юго-Западного фронта участвовал а приграничных сражениях, а в составе 26-й армии этого же фронта — в Киевской и Донбасской оборонительных операциях. За умелое руководство частями корпуса Ф. В. Камков был награждён орденом Ленина. С 28 ноября 1941 года по 12 февраля 1942 года и с 25 апреля по 19 октября 1942 года — командующий 18-й армией, которая в составе Южного фронта успешно действовала в Ростовской наступательной операции, а в составе Северо-Кавказского фронта — в Армавиро-Майкопской оборонительной операции. 27 марта 1942 года Ф. В. Камкову было присвоено звание «генерал-лейтенант». С 19 октября 1942 года — командующий 47-й армией Закавказского фронта, войска которой отличились в Туапсинской оборонительной операции. С 25 января 1943 года — в распоряжении Военного совета Закавказского фронта, с марта — в распоряжении Ставки ВГК. В 1944 году окончил ускоренный курс Высшей военной академии имени К. Е. Ворошилова. С февраля 1944 года — заместитель командующего 40-й армией 1-го Украинского (с 22 февраля — 2-го Украинского фронта), которая участвовала в Корсунь-Шевченковской, Уманско-Ботошанской, Ясско-Кишинёвской, Дебреценской наступательных операциях. С 5 ноября 1944 года — заместитель командующего 1-й гвардейской конно-механизированной группы И. А. Плиева в составе 2-го Украинского фронта. С 12 апреля 1945 года Ф. В. Камков — командир 4-го гвардейского казачьего кавалерийского корпуса, который в составе 1-й гвардейской конно-механизированной группы участвовал в Братиславско-Брновской и Пражской наступательных операциях.
После войны Ф. В. Камков продолжал командовать 4-м гвардейским казачьим корпусом. В октябре 1946 года прикомандирован к Военной академии имени М. В. Фрунзе для использования на преподавательской работе. С декабря 1946 года командовал сначала 3-й отдельной гвардейской кавалерийской дивизии, а с мая 1948 года — 4-й отдельной гвардейской кавалерийской дивизии. С ноября 1949 года — помощник командующего войсками Северо-Кавказского военного округа.
Скончался 18 июля 1951 года в Ростове-на-Дону .

## Воинские звания
- Полковник (28.12.1935)
- Комбриг (17.02.1938)
- Генерал-майор (4.06.1940)
- Генерал-лейтенант (27.03.1942)

## Награды
- Два ордена Ленина (6 ноября 1941, 21 февраля 1945)
- Три ордена Красного Знамени (22 февраля 1938, 3 ноября 1944, 24 июня 1948)
- Орден Кутузова I степени (28 апреля 1945)
- Орден Суворова II степени (13 июня 1944)
- Орден Красной Звезды (1935)
- Медаль «За оборону Кавказа»
- Медаль «За освобождение Праги»
- Медаль «За победу над Германией в Великой Отечественной войне 1941-1945 гг.»
- Медаль «XX лет Рабоче-Крестьянской Красной Армии»[5]
- Медаль «30 лет Советской Армии и Флота»